# Era de la Sal (Torrevieja)
La Era de la Sal es una antigua instalación donde los salineros cargaban las barcazas de sal para transportarla a los barcos anclados en la bahía de Torrevieja. El conjunto de la Era de la Sal, también llamado Eras de la Sal, está compuesto por eras (la de arriba y la de abajo), muelles y embarcaderos que se configuraron, a finales del siglo XVIII, para acopiar y transportar la sal producida en las Salinas de Torrevieja para su comercialización.

## Historia

### Comienzos
Se tiene constancia de los primeros embarques de sal en 1768 desde un pequeño muelle situado en las cercanías de la Era de la Sal. La construcción moderna se inicia en el año 1776, en una ubicación idónea para el embarque de la sal a las barcazas encargadas de su transporte, y desde 1777 hasta 1958 funcionó como depósito y embarcadero de la sal. Alrededor de esta nueva construcción se comenzó a desarrollar la ciudad de Torrevieja.
Los muelles son dos. El Este se levantó en 1776, a la vez de que el depósito de sales al pie de la Torre Vieja, y en 1829 se construyó el Oeste. Ambos están a 1,50 metros sobre el nivel del mar.
Dice Cavanilles:

Hállase éste construido -en el año 1777- casi en el comedio de la ensenada, y en una plaza espaciosa terminada por un muellecito todo bien enlosado y limpio; y alrededor de la plaza corre un muro, y en el recinto van echando la sal desde como un segundo piso, conducida allí en carros desde las salinas. Los hombres destinados a cargar las lanchas de sal la transportan a ellas desde la plaza sirviéndose de espuertas, y creo sería más ventajoso para la Real Hacienda lo hicieran con carretillas.
Cavanilles

En 1829, como consecuencia del terremoto que asoló Torrevieja y la comarca de la Vega Baja, el arquitecto José Agustín de Larramendi envió un informe con el plano de plano de planta de la reedificación de Torrevieja al rey Fernando VII, fechado el 6 de junio de ese año, en el que refleja que la Era de la Sal quedó afectada por el mismo.
Se realizaron distintas reparaciones de los muelles y la era de la sal en los años 1837 y 1841. En 1840, los carros que transportaban la sal a la era aprovechaban el viaje de vuelta a las salinas para llevar los sillares de la cercana Torre Vieja, demolida por ser un peligro debido a su estado, a la actual Plaza de la Constitución para la reconstrucción del templo de la Inmaculada, afectado por el terremoto de 1829.
Más tarde, en 1848, como consecuencia del aumento de la actividad de transporte de sales, se amplió la Era de la Sal, duplicando sus dimensiones. En el plano de la Era de la sal y Embarcadero, de la Fábrica Nacional de Sal, del arquitecto Antonio García, se describe la ampliación como sigue:

En el plano aparece la siguiente explicación en claves numéricas: 1. Era para el depósito de sales; 2. Terraplén de la misma; 3. Casa del fielato antigua; 4. Embarcaderos; 5. Puerta del nuevo rastrillo; 6. Local que ocupan las casas de José Bueno y Julián Alarcón y el parque de la Fábrica y oficina de la Capitanía del Puerto; 7. Planta del nuevo parque sobre el cual debe contruirse el nuevo fielato y casa para el resguardo. 9. Local que ocupa la casa de D. Joaquín Pastor; 10. Local para la capitanía del Puerto
Archivo de la Zona Marítima del Mediterráneo en Cartagena

### sigloXX
Por fin, en 1895, se aprobaron las obras de reforma que culminaron en 1898 con la instalación de una cubierta de madera, el llamado Caballete de la Sal, sobre el muelle de mampostería del Este. Por ella circulaba un tren de vagonetas de vía estrecha que acarreaba la sal desde las salinas. La plataforma se erigió con pies derechos de madera, a 6 metros sobre el nivel del mar. Desde allí se vertía la sal a un vertedero de plano inclinado que daba sobre las barcazas.
Al muelle Oeste, también de mampostería, también llegaban vagonetas con sal del depósito de la era y, por vertederos de chapa giratoria, cargaban las barcazas como en el otro muelle.
Cuando las barcazas estaban cargadas, a veces hasta rebasar sus límites, se dirigían a fuerza de remos hacia el barco. Las de mayor tonelaje cargaban hasta 32 toneladas. La barcaza iba tripulada por cinco hombres, cuatro a los remos y uno al timón. La sal se subía manualmente al barco mediante capazos de 15 kilos. Cuatro hombres los llenaban y los pasaban a otros dos que se encontraban en una plataforma en el costado del barco y desde allí se dirigía a la boca de la escotilla y se vaciaba en la bodega. Una vez en la bodega se paleaba para distribuirla por el espacio de la misma y que el montón no saliera por la escotilla. En 1930 estaban funcionando unas 19 barcazas.

### Ocaso
Con el desarrollo tecnológico cayó en desuso. En 1958, como consecuencia de la construcción del Dique de Poniente y Muelle de la Sal en el puerto de Torrevieja, cesan los embarques de sal en estas instalaciones. Acabó entonces una historia de 190 años del transporte de sal mediante barcazas en Torrevieja.

### Actualidad
El 21 de marzo de 1997, Patrimonio del Estado cedió las instalaciones al Ayuntamiento de Torrevieja. Se procedió a su restauración y reconstrucción, con especial énfasis en el caballete de carga y la tolva para el vertido de sal a las barcazas. El 27 de julio de 2001 se inauguró la restauración del Caballete de madera.
En la actualidad el recinto de la Era de la Sal, bajo el nombre de Conjunto Histórico Monumental de las Eras de la Sal, se utiliza para celebrar todo tipo de eventos, entre ellos el Certamen Internacional de Habaneras y Polifonía de Torrevieja, declarado de Interés Turístico Internacional.